# Pelagiidae
Pelagiidae é uma família de medusas da ordem Semaeostomeae.

## Géneros
- Chrysaora Péron & Lesueur, 1809
- Pelagia Péron & Lesueur, 1809
- Sanderia Goette, 1886